# リトル・ニモ

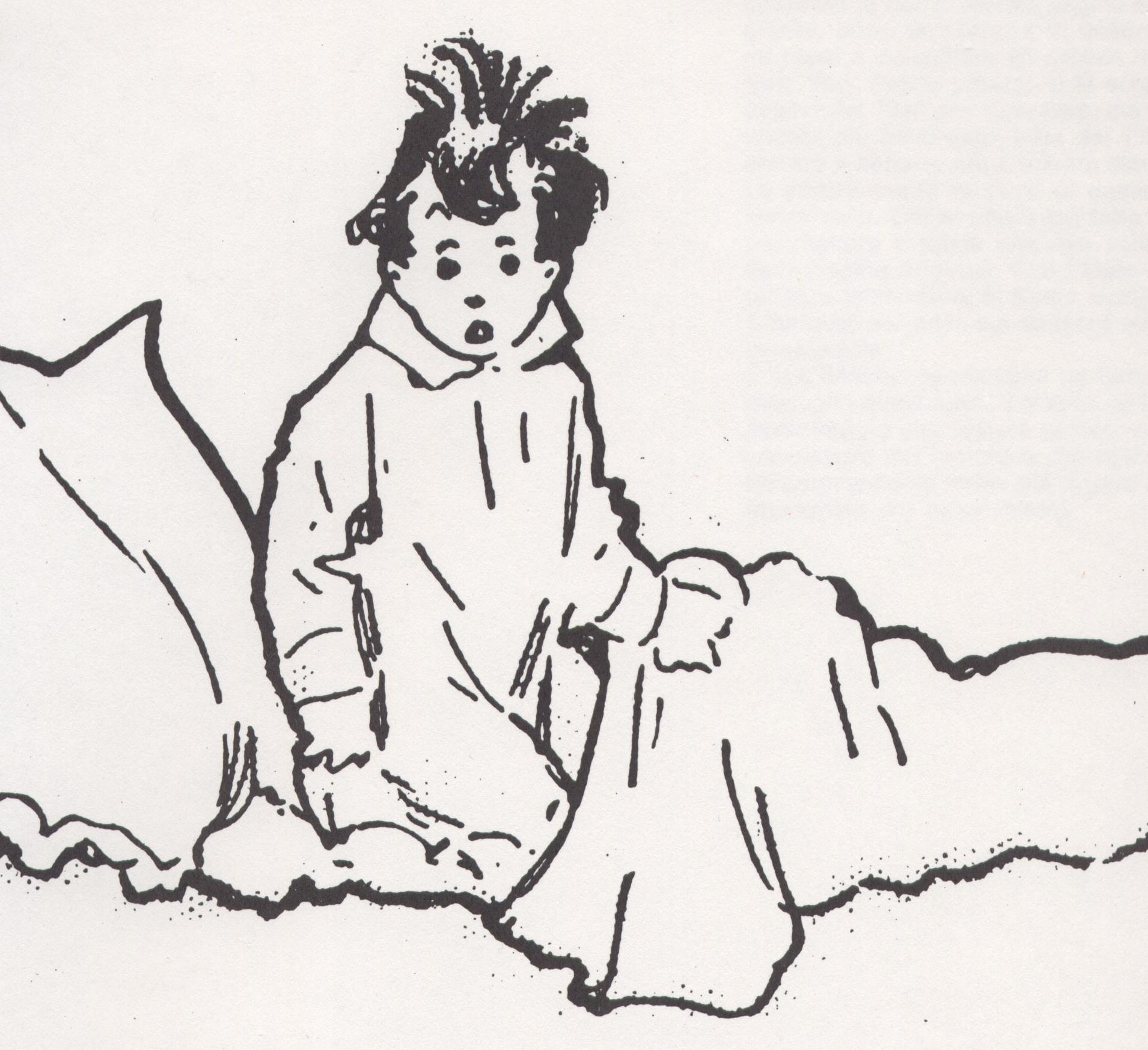
主人公の少年ニモ

『リトル・ニモ』（Little Nemo）は、ウィンザー・マッケイによるアメリカ合衆国のコミックストリップ。1905年10月15日～1911年4月23日にニューヨークヘラルド紙、1911年4月30日から1914年にウィリアム・ランドルフ・ハーストが発行していたニューヨーク・アメリカン紙に連載された。毎週日曜日の1ページがカラーで描かれた。当初は『夢の国のリトル・ニモ』 ("Little Nemo in Slumberland") というタイトルで、掲載紙が変更された際に、『すばらしき夢の世界』（"In the Land of Wonderful Dreams"）と改称されている。初期のコマ割り漫画の傑作であり、当時アメリカ合衆国でひろく人気を集めただけでなく、画面の美麗さと想像性の豊かさから現在も多くのクリエイターに影響を与えている作品である。

## 作品

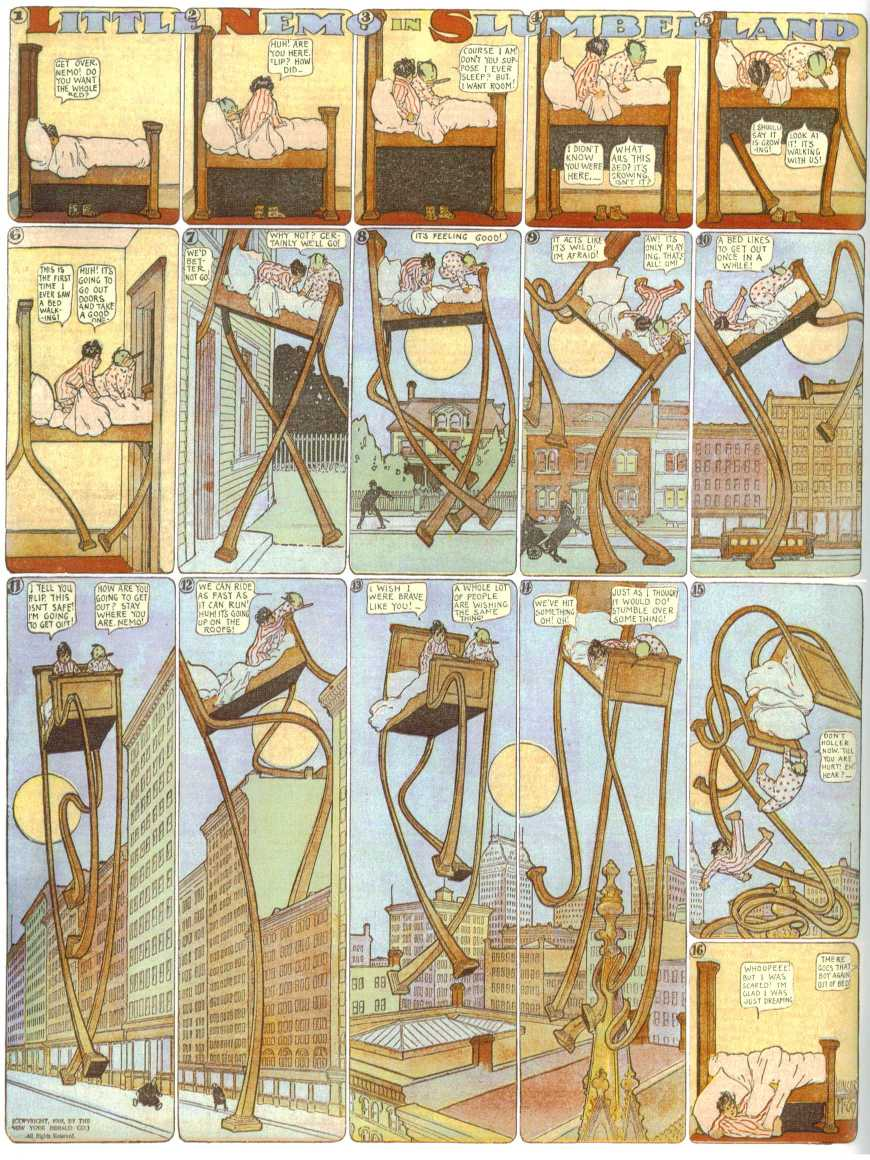
『夢の国のリトル・ニモ』（1908年7月26日掲載）

『夢の国のリトル・ニモ』は連載漫画とはいえ、単に純真な子供の幻想からはかけ離れていた。しばしば暗く、超現実的で、険悪で乱暴でさえあった。本作はヒーローである少年ニモとの夢の国の冒険記である。主人公の名はラテン語で「誰でもない者」の意味で、ジュール・ヴェルヌの『海底二万里』のネモ船長と同じ由来である。連載は毎回、眠っている間に王女を目指して幻想的な夢の国を進んで行き、最後のコマはベッドの中か傍らで目覚めたばかりのニモが描かれているというパターンで終わる。次の回もまた夢の国を冒険して事件が起きて目覚めるが、回が進むごとに目的地へ近づいて行くというもの。ストーリー性はさほど強くなく、奇想と美しい絵が見どころとなっている。しばしばニモは寝ている間に大声を上げて両親や祖父母を起こしてしまい、叱られている。 前半のコマでは大怪我か死に至りかねないような不幸か災厄が夢の出来事として描かれ、ニモを目覚めさせることになる。その災厄とはたとえば巨大なキノコにつぶされる、猿に変えられる、「奴隷」たちによって橋から落とされる、90歳の老人に変えられてしまうなどといったものである。これらの災厄につながる冒険はすべて「夢の国（"Slumberland"）」に行き着くことを目的としていた。この「夢の国」のモルフェウス王がニモを、王女の遊び相手として召喚していたためである。
1906年早々、ニモはついに「夢の国」の門に到達したが、王女のもとにたどり着くにはおよそ4カ月の苦難を経なければならなかった。 その苦難とは「起きろ」と書かれた帽子をかぶったフリップというキャラクターがニモを夢から起こし続けたことである。最初のうちは、フリップの帽子を一目見るだけでニモは現実の世界へと引き戻されてしまった。
最初こそ敵だったフリップは、後に英雄たちの一人として再登場することになる。他の英雄はピル博士、キャンディー・キッド、サンタクロースらがいるが、後の二人は実は王女とモルフェウス王その人だった。
ウィンザー・マッケイの当時5歳になる息子をモデルにしていたニモも当初は5歳で、連載が進むにつれて9歳にまで成長する。ニモは成長するとともに夢の国へは行かなくなり、最後には夢の国の住民がニモのもとへ訪れるようになって終わった。
連載当時、本作は必ずしも高い人気を集めなかった。 多くの読者は本作のような超現実的な作品よりも、古典的なスラップスティック作品を好んだのである。 しかし、20世紀後半以降、本作は多くの人々から評価を受けるようになっている。 特に目立つ点として、高いレベルで舞台を活写した複雑な描写技法があげられる。生き生きとした色使い、速いテンポのコマ運び、複数の特徴ある人物と風景を多くのバリエーションで描いた点などである。今日に至るまで、マッケイの豊富な想像力に凌駕しうる漫画作家は数少ないといっていいだろう。 
本作はマッケイの他の大部分の作品とともに、マッケイの死から70年を経過したことから2005年1月1日をもって著作権の効力が切れ、アメリカ国内でパブリック・ドメインとなった。
日本では、1976年に小野耕世の翻訳によりパルコ出版局から『夢の国のリトル・ニモ』の書名で単行本が刊行された。パブリックドメインとなったのちの2014年に、和田侑子による新訳『リトル・ニモの大冒険』がパイインターナショナルから刊行された。また、同年、小野による新訳『リトル・ニモ1905-1914』が、小学館集英社プロダクションから刊行された。

## アニメーション

### 短編映画（1911年）
マッケイにより、1911年4月8日に2分の短編映画が作られ、その中に、動くニモも2シーンに登場する。内容は、
- 葉巻オヤジ（フリップ）と土人（イムプ、『ニモ』より前の作品『ジャングル・イムプ』のキャラクター）が、唐突にケンカしたあと、ニモの左右で縦に延びたり縮んだりする。
- そのあと、ニモが女王とドラゴンの口に乗っていなくなる。
- 別の紳士が、落ちてきた葉巻オヤジと土人につぶされる。

つまり、4シーンがバラバラで、ニモは主人公ではなく、物語にもなっていない。フィルムに直接マッケイが彩色したフルアニメーションで、4千枚の絵をマッケイ自身が描いてコマ撮りしたという。だが、これはマッケイが大げさに言っている。1秒30コマでも枚数の計算が合わない。この作品はマッケイのボードビル（舞台公演）の出し物として製作されたが、映画館でもマッケイが登場する実写部分を追加した上で、『ニューヨーク・ヘラルド紙の人気漫画家ウィンザー・マッケイとその動く漫画（Winsor McCay, the Famous Cartoonist of the N.Y. Herald and his Moving Comics）』の題で上映された。

### 長編映画（1989年）
本作のアニメ化としてもっとも規模が大きく、かつ有名なものは日本のテレコム・アニメーションフィルムが制作した劇場用アニメ『NEMO/ニモ』である。アメリカ合衆国との共同製作であり、監督は最終的に波多正美、ウィリアム・T・ハーツによって行われた。公開は1989年。15年にわたる製作期間と55億円もの巨費が投じられ、宮崎駿、高畑勲、大塚康生、レイ・ブラッドベリ、ジャン・ジロー（メビウス）など多くの著名人が製作に関わったが、日本では興行収入は9億円前後、アメリカでも137万ドル弱（約1億4000万円）にとどまり、興行的には失敗に終わった。

## 実写作品

### 長編映画（2022年）
Netflix映画として製作され、2022年に配信された。原作ではニモは少年だが、実写作品では少女に変更されている。

## その他
1908年にアメリカ合衆国でミュージカルとして上演されている。ニモ役はマスター・ガブリエル。
1984年に、イタリアの漫画家ヴィットリオ・ジャルディーノは「リトル・エゴ」と題した本作の成人向けパロディ作品を発表した(成人向けといっても、ポルノグラフィーからはほど遠い)。ジャルディーノの仕事は絶妙でマッケイの画風を細密に模倣し、原作のシュールリアルな画風を見事に再現していた。
1990年に、アニメ映画版の公開に連動して、ある程度原作の要素を取り入れた形でカプコンからコンピュータゲームがいくらか作られている。
ファミリーコンピュータ版『パジャマヒーロー NEMO』
1990年12月に発売。全8面で、1-7面までは、ステージに散らばっている一定数の鍵を集めてゴール地点の扉を開く。ステージ中キャンディを使って一部の敵キャラを眠らせて乗り移り、敵キャラを攻撃したり、地面にもぐったり、飛行したり、壁を登ったりすることが可能（キャンディでは敵を倒せず行動不能にしかできない）。8面からはボスを倒しに行くことが目的となり、キャンディに加えて杓が使用可能になる（敵キャラ乗り移り状態では使用できない）。杓は敵を直接攻撃することが可能になり、溜めることで斜め方向に射撃もできる。
アーケード版『ニモ』
1990年にリリース。ファミコン版がアクションアドベンチャー的であるのに対して、本作は杓を使い敵を倒していくことが中心。アイテムをとることで、スコアを得たりパワーアップすることができる。2人同時プレイが可能で、2P側はフリップを操作する。カプコンが制作したゲーム作品のセルフパロディ演出もある。